# Vácegres
Vácegres è un comune dell'Ungheria di 898 abitanti (dati 2001) situato nella contea di Pest, nell'Ungheria settentrionale.